# Hermonassa doiinthanon
Hermonassa doiinthanon là một loài bướm đêm trong họ Noctuidae.